# I Don't Wanna Know
I Don't Wanna Know é um single do rapper Mario Winans com participação de Enya e P. Diddy, lançado em 2004 pela Bad Boy Records.